# Стронгин, Лев Израилевич
Лев (Лейб) Израилевич Стронгин (1896, Пуховичи, Минская губерния — 1968, Москва) — советский издатель.

## Биография
Получил традиционное еврейское религиозное образование, с 13 лет работал в типографии. Член РСДРП(б) с 1917, участник Гражданской войны. С 1926 входил в правление Книгосоюза, с 1929 директор Белтрестпечати. Окончил Промакадемию в 1932. В середине 1930-х директор Гострудиздата, Главполиграфиздата, член полиграфического совета по изданию энциклопедий. В 1939—1949 директор издательства «Дер Эмес». Во время 2-й мировой войны член Еврейского антифашистского комитета (ЕАК), член редакционных коллегий газет «Эйникайт» и «Советиш геймланд». В 1949 арестован по «делу ЕАК», приговорён к заключению в ИТЛ. Освобождён около 1955 года.
Сын — писатель, журналист Варлен Стронгин.